# カンナ 飛鳥の光臨
『カンナ 飛鳥の光臨』（カンナ あすかのこうりん）は、高田崇史による推理小説。カンナシリーズの第1作である。

## 出版履歴
- 2008年：講談社ノベルス、ISBN 978-4-06-182625-0
- 2011年：講談社文庫、ISBN 978-4-06-277144-3

## あらすじ
出賀茂神社の跡取り・鴨志田甲斐は、盗難にあった社伝を追い、巫女の中村貴子とともに飛鳥へ向かう。一方、「月刊歴史探究」では密室殺人が発生、フリー編集者の柘植弘忠が失踪し、そこに勤務する柏木龍之介は独自に柘植の捜索を開始する。

## 登場人物

### 主要登場人物
鴨志田 甲斐 (かもしだ かい)
主人公。父の命で飛鳥出賀茂神社の被害を直に見るため、貴湖を伴い飛鳥へ向かう。
中村 貴湖 (なかむら たかこ)
ヒロイン。祖父から、理論だけでなく現実を学ぶように言われ、甲斐に同行する。
柏木 竜之介 (かしわぎ りゅうのすけ)
「月刊歴史探究」本社勤務。飛鳥に来ていた甲斐と久々に出会う。

### 月刊歴史探究
柘植 弘忠（つげ ひろただ）
フリーランス契約をしている編集者。密室殺人の第一発見者で、事件後に突然失踪する。
馬飼 孝太郎（うまかい こうたろう）
柘植が所属する部の編集長。ぼさぼさの癖毛と、左耳の下の大きなほくろが特徴的な長身で目つきの鋭い男。竜之介の影響で、最近御朱印を集めだした。
朝比奈 紀子（あさひな のりこ）
副編集長。かなり神経質で、いつもピリピリしているような印象がある。
八瀬 克徳（やせ かつのり）
編集部に所属。馬飼からは、くそ真面目で融通が利かないとからかわれている。鍵のかかった「月刊歴史探究」の会議室内で、応接室の鍵を持ったまま首から血を流しているのが発見され、病院への搬送中に死亡。当初は自殺かと思われていたが、刺殺されたという検死結果が出た。
若林 桂子（わかばやし けいこ）
編集部に入りたてで、気の利く優しい女性。25歳。応接室で、八瀬に首を刺されて死亡したとみられるが、なぜか八瀬が死んだ会議室の鍵を所持していた。

### 警察
雉丘 正勝（きじおか まさかつ）
奈良県警捜査一課の刑事。丸顔で小柄、髪もすっかり薄くなっているが、肌にはやけにつやがある。日焼けして屈強そうな強面の刑事と共に「月刊歴史探究」で起こった密室殺人事件の捜査をする。後に『カンナ 吉野の暗闘』にも登場する。

### その他
風祭（かざまつり）
飛鳥出賀茂神社の宮司。かなり偏屈だが、貴子のことを可愛がっている。